# Andrea Petković
Andrea Petković es una extenista  alemana, aunque nacida en Tuzla (Bosnia) el 9 de septiembre de 1987. Vive en Griesheim, Alemania.

## Biografía
Andrea Petković nació en Tuzla, actual Bosnia y Herzegovina. A la edad de cinco años, Andrea y sus padres emigraron a Alemania. Empezó a los seis años entrenando con su padre, Zoran Petković, exjugador de tenis de Yugoslavia y miembro del equipo de Yugoslavia de Copa Davis, fue un entrenador en un club en Darmstadt en ese momento. Él la introdujo al deporte y más tarde se convirtió en su entrenador. Andrea fue capaz de terminar la escuela secundaria antes de competir al tenis.
Aparte del tenis, le gusta la lectura; sus autores favoritos son Goethe y Wilde. Su madre Amira es  asistente dental, mientras que su hermana menor, Anja es un estudiante. Petković se graduó de la escuela secundaria en 2006 con un bachillerato de la Georg-Büchner-Schule en Darmstadt. Ha estado estudiando a distancia Ciencias Políticas en la Universidad de Hagen desde 2008.
Desde el comienzo de su carrera profesional, mantiene un diario de a intervalos irregulares de su vida en la WTA-Tour en el Frankfurter Allgemeine Zeitung, el periódico más importante de Alemania. Petković obtuvo la ciudadanía alemana en 2001. Habla  bosnio, alemán, inglés y francés.  Petković es de origen serbio y nació en la actual Bosnia y Herzegovina (entonces parte de Yugoslavia). En una entrevista de 2009 a la WTA se indicaba que se  trasladaría a Novi Sad (Serbia) donde tiene una segunda residencia junto con sus padres.Cuando se le preguntó cómo se siente en Alemania Petković respondió: "Obviamente, soy alemana, pero siempre digo que mi alma sigue siendo serbia, porque los alemanes son en general más fríos y reservados. Como soy muy emocional, soy muy fogosa. En este sentido, todavía me siento muy cerca de mis raíces. Y por eso tengo mucho que apreciar de Alemania. Siento que soy parte de su sistema y mis raíces están allí".
Una de las victorias más importantes en su carrera fue cuando en 2011 derrotó en la cuarta ronda del Masters de Miami a la n.º 1 reinante Caroline Wozniacki. Era la primera alemana en derrotar a la número 1 de la WTA desde que Steffi Graf derrotará a la suiza Martina Hingis en la final del Roland Garros.
En 2014 Petkovic ganó la competición contra [Shelby Rogers]. Es la segunda vez que Petkovic he obtenido un título de WTA.

## Títulos WTA (8; 7+1)

### Individual (7)
| Leyenda                                |
| -------------------------------------- |
| Grand Slam (0)                         |
| Juegos Olímpicos (0)                   |
| WTA Tour Championships (0)             |
| WTA Tournament of Champions (1)        |
| P. Mandatory & Premier 5, WTA 1000 (0) |
| Premier, WTA 500 (2)                   |
| International, WTA 250 (4)             |

| #  | Fecha                  | Torneo                  | Superficie    | Oponente en final  | Resultado      |
| -- | ---------------------- | ----------------------- | ------------- | ------------------ | -------------- |
| 1. | 26 de julio de 2009    | Bad Gastein             | Tierra batida | Ioana Raluca Olaru | 6-2, 6-3       |
| 2. | 21 de mayo de 2011     | Estrasburgo             | Tierra batida | Marion Bartoli     | 6-4, 1-0, ret. |
| 3. | 6 de abril de 2014     | Charleston              | Tierra batida | Jana Čepelová      | 7-5, 6-2       |
| 4. | 13 de julio de 2014    | Bad Gastein             | Tierra batida | Shelby Rogers      | 6-3, 6-3       |
| 5. | 2 de noviembre de 2014 | Tournament of Champions | Dura (i)      | Flavia Pennetta    | 1-6, 6-4, 6-3  |
| 6. | 15 de febrero de 2015  | Amberes                 | Dura (i)      | Carla Suárez       | w/o            |
| 7. | 8 de agosto de 2021    | Cluj-Napoca             | Tierra batida | Mayar Sherif       | 6-1, 6-1       |

#### Finalista (6)
| #  | Fecha                | Torneo           | Superficie    | Oponente en final    | Resultado     |
| -- | -------------------- | ---------------- | ------------- | -------------------- | ------------- |
| 1. | 19 de junio de 2010  | 's-Hertogenbosch | Hierba        | Justine Henin        | 6-3, 3-6, 4-6 |
| 2. | 8 de enero de 2011   | Brisbane         | Dura          | Petra Kvitová        | 1-6, 3-6      |
| 3. | 9 de octubre de 2011 | Pekín            | Dura          | Agnieszka Radwańska  | 5-7, 6-0, 4-6 |
| 4. | 15 de junio de 2013  | Núremberg        | Tierra batida | Simona Halep         | 3-6, 3-6      |
| 5. | 4 de agosto de 2013  | Washington       | Dura          | Magdaléna Rybáriková | 4-6, 6-7(2)   |
| 6. | 11 de julio de 2021  | Hamburgo         | Tierra batida | Elena-Gabriela Ruse  | 6-7(6), 4-6   |

### Dobles (1)
| Leyenda                                |
| -------------------------------------- |
| Grand Slam (0)                         |
| Juegos Olímpicos (0)                   |
| WTA Tour Championships (0)             |
| P. Mandatory & Premier 5, WTA 1000 (0) |
| Premier, WTA 500 (1)                   |
| International, WTA 250 (0)             |

| No. | Fecha                | Torneo     | Superficie | Pareja        | Oponentes en la final             | Resultado |
| 1.  | 3 de octubre de 2021 | Chicago II | Dura       | Květa Peschke | Caroline Dolehide Coco Vandeweghe | 6-3, 6-1  |

#### Finalista (2)
| No. | Fecha               | Torneo      | Superficie    | Pareja           | Oponentes en la final            | Resultado |
| 1.  | 20 de julio de 2009 | Bad Gastein | Tierra batida | Tatjana Malek    | Andrea Hlaváčková Lucie Hradecká | 2-6, 4-6  |
| 2.  | 9 de enero de 2016  | Brisbane    | Dura          | Angelique Kerber | Martina Hingis Sania Mirza       | 5-7, 1-6  |

#### Clasificación en torneos del Grand Slam
| Torneo               | 2007 | 2008 | 2009 | 2010 | 2011 | 2012 | 2013 | 2014 | 2015 | 2016 | 2017 | G–P   | Ganados % |
| -------------------- | ---- | ---- | ---- | ---- | ---- | ---- | ---- | ---- | ---- | ---- | ---- | ----- | --------- |
| Torneos Grand Slam   |      |      |      |      |      |      |      |      |      |      |      |       |           |
| Abierto de Australia | A    | 1R   | 2R   | 2R   | CF   | A    | A    | 1R   | 1R   | 1R   | 2R   | 7–8   | 46.66%    |
| Roland Garros        | 2R   | A    | Q1   | 2R   | CF   | A    | Q2   | SF   | 3R   | 2R   | 1R   | 14–7  | 66.66%    |
| Wimbledon            | Q1   | A    | Q2   | 1R   | 3R   | A    | 2R   | 3R   | 3R   | 3R   | 3R   | 8–7   | 53.33%    |
| U.S. Open            | 2R   | A    | 1R   | 4R   | CF   | 1R   | 1R   | 3R   | 3R   | 2R   |      | 13–9  | 59.09%    |
| Ganados–Perdidos     | 2–2  | 0–1  | 1–2  | 4–4  | 14–4 | 0–1  | 1–2  | 9–4  | 6–4  | 3–4  | 1–4  | 42–31 | 57.53%    |